# September 1993
Portal Geschichte | Portal Biografien | Aktuelle Ereignisse | Jahreskalender | Tagesartikel

◄ |
19. Jahrhundert |
20. Jahrhundert
| 21. Jahrhundert

◄ |
1960er |
1970er |
1980er |
1990er
| 2000er | 2010er | 2020er | ►

◄ |
1989 |
1990 |
1991 |
1992 |
1993
| 1994 | 1995 | 1996 | 1997 | ►

◄ |
Juni 1993 |
Juli 1993 |
August 1993 |
September 1993 |
Oktober 1993 |
November 1993 |
Dezember 1993 |
►
Dieser Artikel behandelt aktuelle Nachrichten und Ereignisse im September 1993.

## Tagesgeschehen

### Freitag, 3. September 1993
- London/Vereinigtes Königreich: Mitglieder der Partei Anti-Federalist League gründen in der London School of Economics die UK Independence Party, deren politisches Ziel der Austritt des Vereinigten Königreichs aus der Europäischen Union ist.[1]

### Donnerstag, 9. September 1993
- Gaza-Stadt/Israel: Dem Führer der Palästinensischen Befreiungsorganisation (PLO) Jassir Arafat wird vom israelischen Ministerpräsidenten Jitzchak Rabin bestätigt, dass der israelische Staat die PLO künftig als legitime politische Vertretung des palästinensischen Volks akzeptiert.[2]
- Tel Aviv/Israel: Ministerpräsident Jitzchak Rabin erhält erstmals eine schriftliche Versicherung des Führers der Palästinensischen Befreiungsorganisation (PLO) Jassir Arafat, dass die PLO das Existenzrecht Israels „in Frieden und Sicherheit“ anerkennt.[3]
- Trier/Deutschland: Privatleute entdecken auf einer Baustelle in der Feldstraße Goldmünzen. Daraufhin werden insgesamt 18,5 kg Münzen zu Tage gefördert, die im 2. Jahrhundert in einem Keller versteckt wurden. Der Trierer Goldmünzenschatz ist der größte Fund römisch-antiker Geldstücke, der bislang in Deutschland gemacht wurde.[4]

### Freitag, 10. September 1993
- Berlin/Deutschland: Die Band Die Ärzte veröffentlicht die erste Single, nachdem sie sich wiedervereint hat. Das Stück Schrei nach Liebe richtet sich gegen Gewalt („Deine Springerstiefel sehnen sich nach Zärtlichkeit“) durch Neonazis, wie sie beispielsweise in Hoyerswerda im September 1991 zum Ausbruch kam.[5]

### Samstag, 11. September 1993

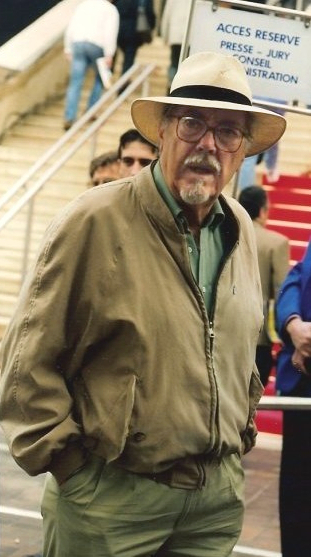
Robert Altman

- New York/Vereinigte Staaten: Die deutsche Tennisspielerin Steffi Graf gewinnt das Finale im Dameneinzel der US Open 1993 gegen die Tschechin Helena Suková in zwei Sätzen.[6]
- Venedig/Italien: Bei den 50. Internationalen Filmfestspielen von Venedig werden die Filme Drei Farben: Blau des polnischen Regisseurs Krzysztof Kieślowski und Short Cuts des amerikanischen Regisseurs Robert Altman gleichberechtigt mit dem Leone d’Oro prämiert.[7]

### Sonntag, 12. September 1993

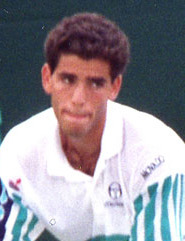
Pete Sampras

- New York/Vereinigte Staaten: Der amerikanische Tennisspieler Pete Sampras gewinnt bei den US Open 1993 das Finale im Herreneinzel gegen den Franzosen Cédric Pioline in drei Sätzen.[8]

### Montag, 13. September 1993

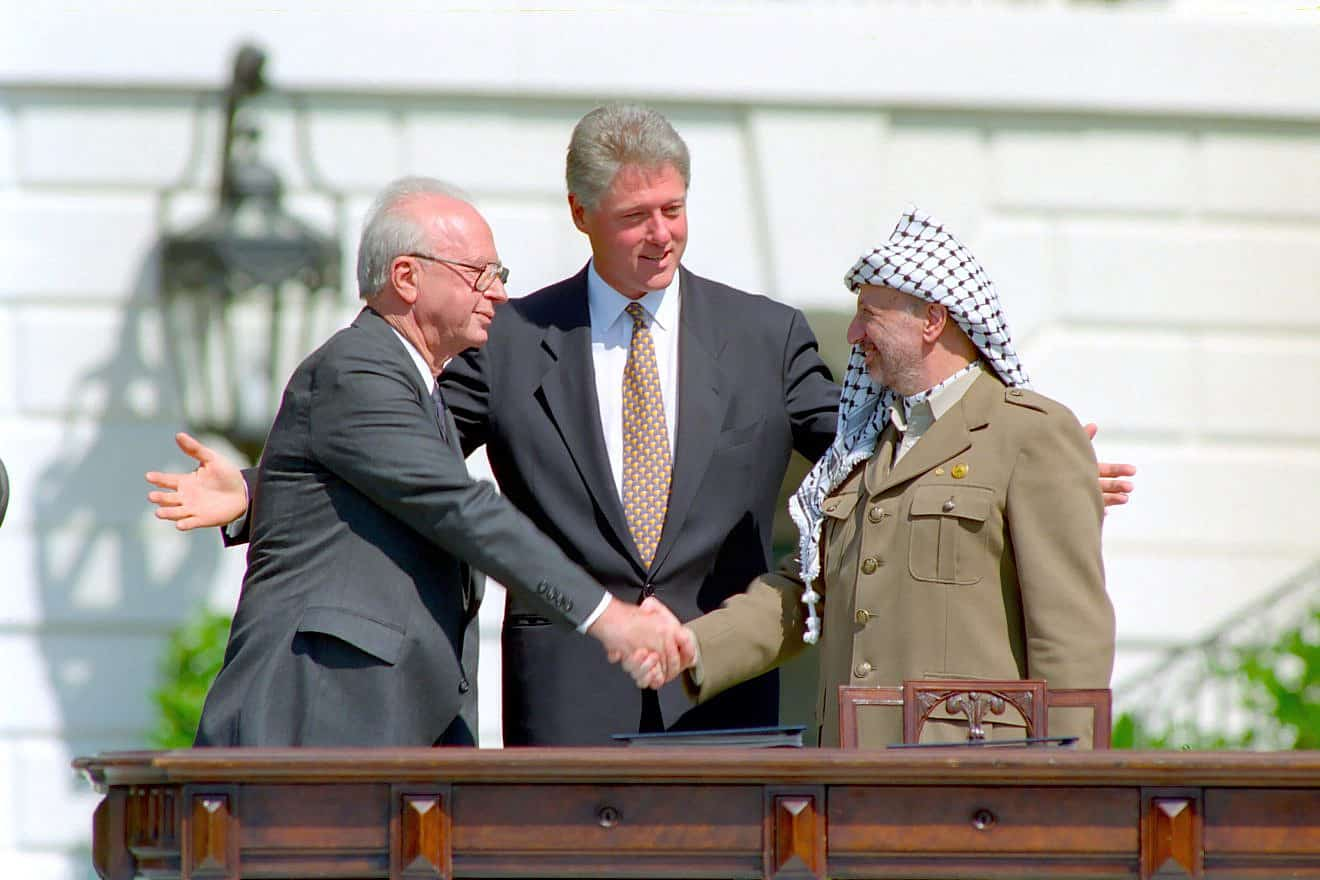
Jitzchak Rabin, Bill Clinton, Yassir Arafat

- Washington, D.C./Vereinigte Staaten: Unter Moderation des US-Präsidenten Bill Clinton einigen sich der Ministerpräsident von Israel Jitzchak Rabin und der Anführer der Palästinensischen Befreiungsorganisation Jassir Arafat auf eine Prinzipienerklärung über die vorübergehende Selbstverwaltung, die besagt, dass palästinensische Organisationen in den von Israel definierten Gebieten am Mittelmeer und im Westjordanland hoheitliche Gewalt ausüben dürfen, während sich der Staat Israel aus diesen zurückzieht.[9]

### Sonntag, 19. September 1993

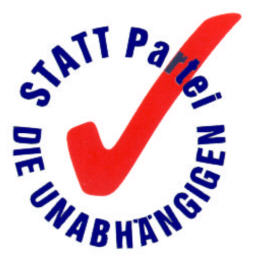
Wahlerfolg der Newcomer

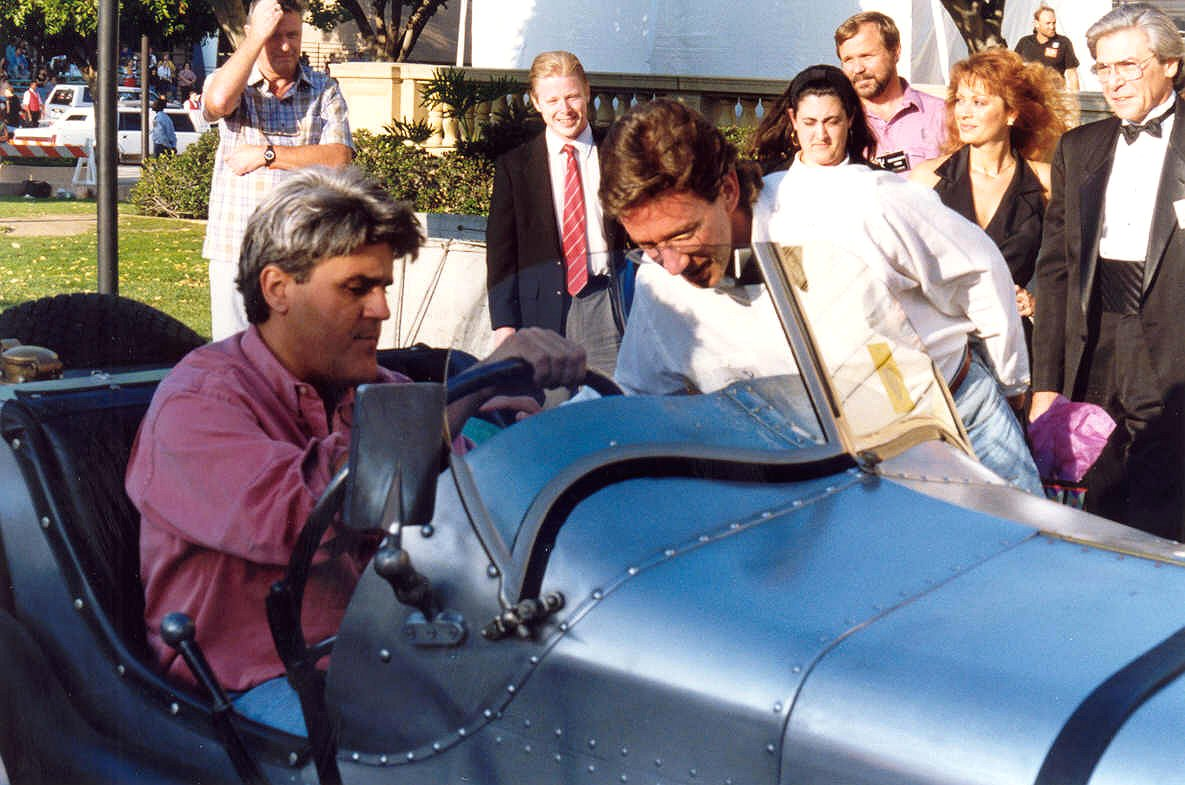
Jay Leno und Tim Allen am Tag der Emmy Awards

- Hamburg/Deutschland: Nachdem die Bürgerschaftswahl 1991 für ungültig erklärt wurde, verlieren die beiden großen Parteien bei der Neuwahl massiv, die SPD mit dem Ersten Bürgermeister Henning Voscherau als Spitzenkandidat 7,6 % und die CDU 10,0 %. Eine rot-grüne Koalition ist wie oft zuvor rechnerisch möglich, aber die SPD schließt auch eine Kooperation mit der neugegründeten Wählervereinigung Statt Partei nicht aus. Diese übersprang mit 5,6 % knapp die Sperrklausel.[10]
- Pasadena/Vereinigte Staaten: Bei der Verleihung des Fernsehpreises Emmy wird u. a. Tim Allen, Erfinder und Hauptfigur der Fernsehserie Hör mal, wer da hämmert, ausgezeichnet.[11]
- Warschau/Polen: Bei der Wahl zum Parlament bewirkt die neue Sperrklausel von 7 %, dass circa ein Drittel der Stimmen nicht in Abgeordnetensitze umgerechnet wird und verfällt, z. B. sämtliche Stimmen für die zersplitterten Gruppen mit Wurzeln in der Gewerkschaft Solidarność, die großen Anteil an der Auflösung der Volksrepublik Polen im Jahr 1989 hatte. Von 460 Sitzen im Parlament entfallen auf das Bündnis der Demokratischen Linken 171, auf die Bauernpartei 132 sowie 74 auf die bisher stärkste Fraktion Demokratische Union als nunmehr drittstärkste Kraft.[12][13]

### Dienstag, 21. September 1993
- Danzig/Polen: Richard von Weizsäcker, François Mitterrand und Lech Wałęsa, die Staatspräsidenten von Deutschland, Frankreich und Polen, erhalten die Ehrenpromotion der Universität Danzig. Im Hinblick auf die gemeinsame Erklärung zur Zukunft Europas durch die Außenminister der drei Staaten sagt Richard von Weizsäcker: „Wenn Frankreich, Polen und Deutschland zusammenstehen, wird Europa Herr seines Schicksals bleiben.“[14]
- Moskau/Russland: Präsident Boris Jelzin erlässt einen verfassungsrechtlich bedenklichen Ukas, der das Parlament der Russischen Föderation, genannt „Volksdeputiertenkongress“, auflöst. Damit endet die Existenz der obersten gesetzgebenden Institution Russlands.[15]
- Sochumi/Georgien: Separatisten im Kampf für die Unabhängigkeit Abchasiens beschießen ein Flugzeug vom Typ Tupolew Tu-134 der Fluggesellschaft Transair Georgia während des Landeanflugs auf den Flughafen Suchomi. Die getroffene Maschine wird manövrierunfähig und stürzt ab. Dabei kommen alle 27 Insassen ums Leben.[16]

### Mittwoch, 22. September 1993
- New York/Vereinigte Staaten: Der Sicherheitsrat der Vereinten Nationen (UN) beschließt in seiner Resolution 866 die Beobachtermission der UN in Liberia (UNOMIL). Der Liberianische Bürgerkrieg begann vor vier Jahren und ist durch äußerst brutales Vorgehen der kämpfenden Einheiten gekennzeichnet. Die Vertreter der UN sollen vor Ort mit der Überwachungsgruppe der Westafrikanischen Wirtschaftsgemeinschaft kooperieren.[17]

### Donnerstag, 23. September 1993
- Monaco/Monaco: Auf der 101. Versammlung des Internationalen Olympischen Komitees wird unter fünf Kandidatenstädten, darunter die deutsche Hauptstadt Berlin, der Ausrichter der Olympischen Sommerspiele im Jahr 2000 ausgewählt. Sydney in Australien setzt sich im letzten Wahldurchgang gegen Peking in China durch. Berlin schied im zweiten Durchgang aus.[18]
- New York/Vereinigte Staaten: Der Sicherheitsrat der Vereinten Nationen beschließt in seiner Resolution 867 die Entsendung einer 700 Mann starken Pionierbaueinheit sowie von 567 Polizeibeobachtern nach Haiti. Sie sollen in dem Land freie Wahlen vorbereiten, die Streitkräfte modernisieren und eine neue Polizei aufbauen.[19]

### Sonntag, 26. September 1993

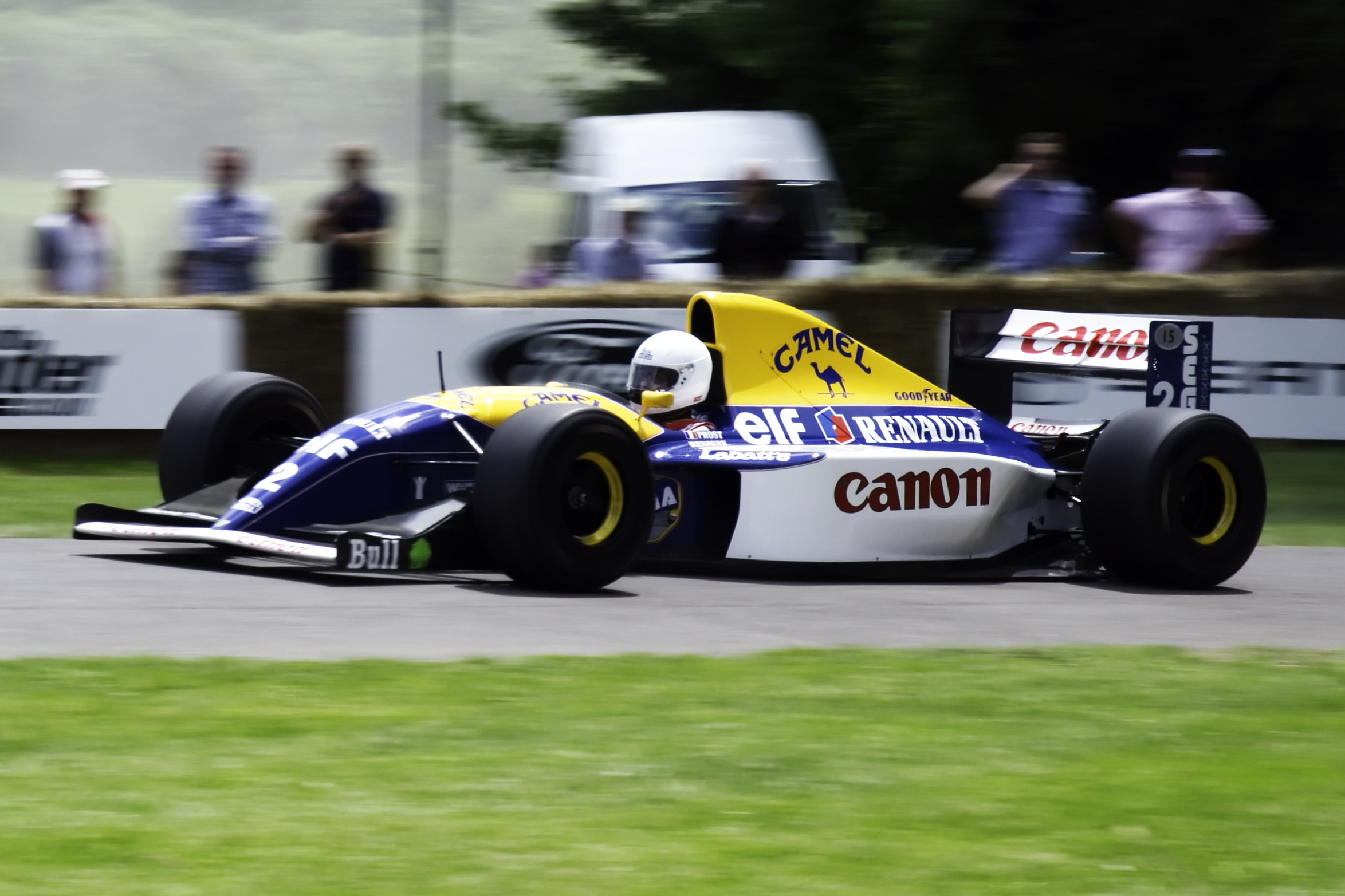
Der Williams-Renault FW15C

- Bern/Schweiz: Bei der heutigen Volksabstimmung tritt der bisher seltene Fall ein, dass eine Volksinitiative zum Volksmehr gelangt. Die 1.-August-Initiative hat das Ziel, den 1. August als bundesweiten Nationalfeiertag in die Verfassung aufzunehmen. Dies unterstützen mehr als 80 % der Teilnehmer. Zugleich nehmen sie vier Bundesbeschlüsse an, u. a. den zur verbesserten Finanzierung der Versicherung gegen Arbeitslosigkeit angesichts des in wenigen Jahren stark vergrößerten Leistungsbedarfs.[20][21]
- Estoril/Portugal: Im drittletzten Rennen der Formel-1-Saison fährt der Franzose Alain Prost im Williams FW15C als Zweiter über die Ziellinie und wird mit diesem Resultat vorzeitig Fahrerweltmeister 1993.[22]

### Donnerstag, 30. September 1993
- Latur/Indien: Ein Erdbeben der Stärke 6,2 Mw mit Epizentrum im Bundesstaat Maharashtra zerstört über 50 Dörfer und fordert mindestens 10.000 Menschenleben.[23]